# 太妃巧克力

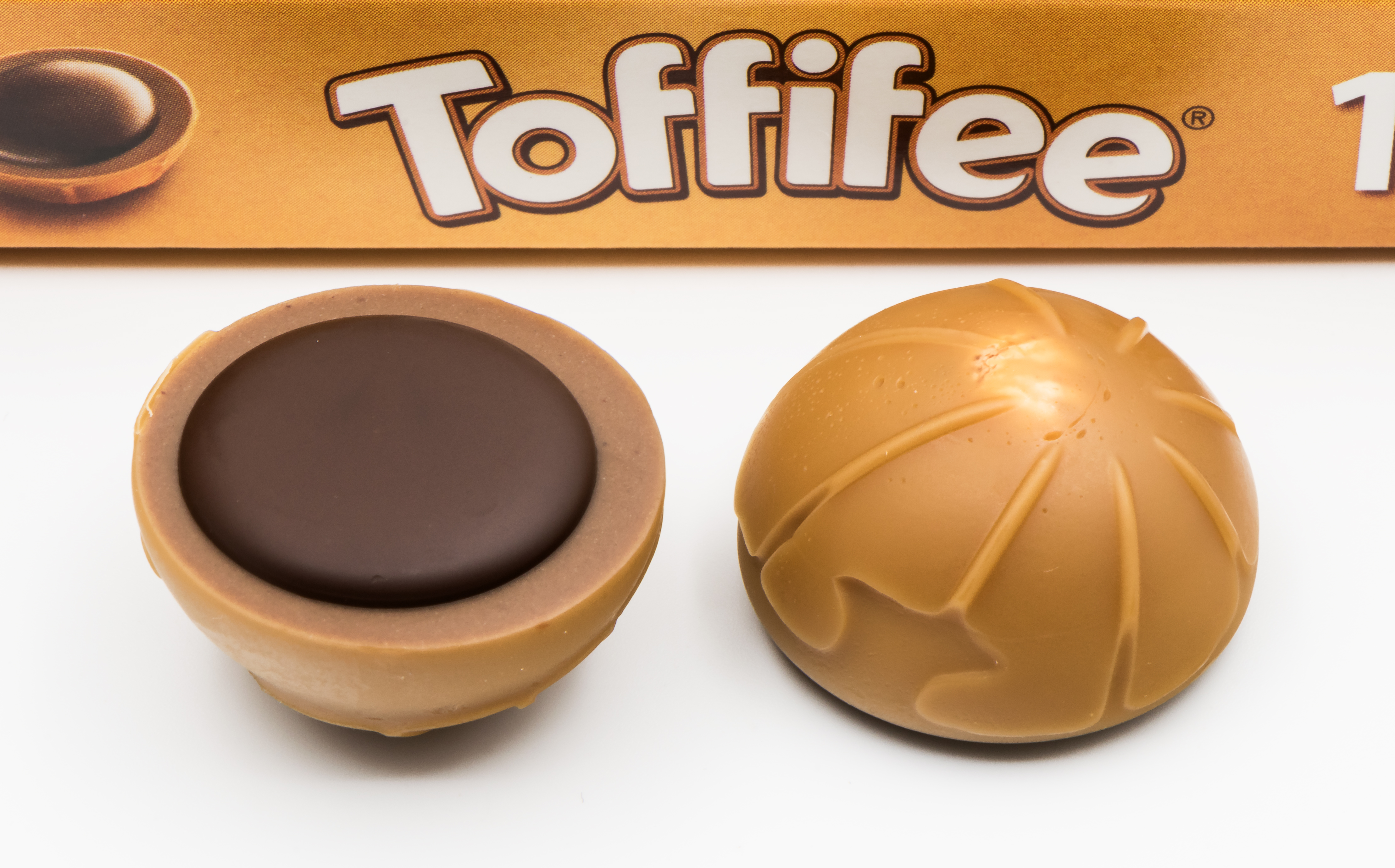
太妃巧克力

太妃巧克力（Toffifee）是一种巧克力糖果品牌，属于德国柏林的August Storck KG集团公司。该糖果用巧克力包裹各种各样柔软的夹心，呈小圆饼状，有每盒12、24、48粒不同规格的包装。1973年首次推出市场，目前在全球60多个国家销售。